# Aedes michaelikati
Aedes michaelikati é um espécie de mosquito do Género Aedes, pertencente à família Culicidae.